# Meiseldorf
Meiseldorf là một thị trấn ở huyện Horn trong bang Niederösterreich, ở nước Áo. Đô thị này có diện tích 35,45 km², dân số năm 2001 là 962 người.